# MFK Szakolca
A MFK Szakolca (szlovákul: MFK Skalica) egy félprofi labdarúgócsapat amely a Nyugat Szlovákiai Labdarúgó Szövetség által szervezett Nyugati Régió Bajnokságában szerepelt a 2011/12-es szezonban. A klub székhelye Szakolcán, Szlovákiában található.

## Története

### A szervezett futball kezdetei Szakolcán
A szakolcai labdarúgás kezdetei 1918-ba nyúlnak vissza amikor a víztározó melletti pályán kezdtek a helyiek ismerkedni az új sporttal. 1920-ban alapították meg az ŠK Skalica egyesületet amely nagy lendületet adott a sportnak a városban. Nagy szerepe volt ebben Dr. Janko Blaho művésznek, aki ebben az időben volt tagja a csapatnak, és a szomszédos morva csapatokkal tartotta a kapcsolatot. A klubszínek a kezdetektől fogva a zöld és fehér volt.

### A két háború közti időszak
1927 és 1934 között az ŠK Skalica osztrák csapatokkal tartott fent élénk kapcsolatot. Ebben az időben a csapatban több környékbeli településről szerepeltek játékosok, Holicsból és a csehországi Hodonínból, Strážnicéből. A klub pályája a Liget utca mellett volt, amelyet a gazdasági válság miatt eladni kényszerültek és átköltöztek a Gyep utcába. Ez a pálya nem volt megfelelő, köves talaja alkalmatlan volt játékra, ennek ellenére 1955-ig itt játszott az együttes. A háború alatt Szakolcán megállt a sport élet a Cseh határ lezárása után, lévén az Erdőhát egyik legelszigeteltebb részén feküdt és főleg cseh és morva csapatokkal tartott a kapcsolatot. Ezen nehéz körülmények között is képes volt a klub kiállítani felnőtt és utánpótlás csapatot amelyek a pozsonyi labdarúgó szövetség által szervezett versenyeken vettek részt.

### A klub története 1945 és 1989 között
1945 után új időszak kezdődött a klub történetében. Az ŠK Skalica beolvad a TJ Sokol Tekla Skalica-ba amelyet a helyi papírgyár elkezdett bőkezűen támogatni. A járási bajnokságból 1953-ban sikerült a felnőtt csapatnak feljutni a kerületibe. A gyár átszervezése érintette a sportot is, a csapatot átnevezték Tatran Skalicára de továbbra is a papírgyár alá tartozott. 1963-ban a város legnagyobb gyára a ZVL fennhatósága alá került a klub, amely így tovább tudott fejlődni. 1989-ig működött a klub a gyár mellett, azonban a rendszerváltozás után a gyár már nem volt képes finanszírozni a versenysportot és így ismét önállóvá váló klub újra felvette a Športový klub ŠK Skalica nevet.

### 1989-től napjainkig
2009-ben szervezési okok miatt a labdarúgó szakosztály kilépett az ŠK Skalica-ból és így megalakult a 'Mestský futbalový klub Skalica' magyarul:Városi Labdarúgó Klub Szakolca amelynek első elnöke Bohumil Bartoš lett.

## A klub névváltoztatásai
1920 - 1945 ŠK Skalica 

1945 - 1953 Sokol Tekla Skalica

1953 - 1963 DŠO Tatran Skalica

1963 - 1990 TJ ZVL Skalica

1990 - 2006 Športový klub ŠK Skalica

2006 - MFK Skalica